# ProRealTime
ProRealTime est un logiciel, conçu et développé en France par la société IT-Finance. C'est un logiciel d'analyse technique et une plateforme électronique de trading qui est utilisée pour analyser et faire du trading sur les marchés financiers. Il est utilisé par de nombreux courtiers en ligne en France dont Boursorama, Binckbank, Bourse Direct et IG France et de nombreux auteurs francophones d'analyse technique,,,, pour illustrer leurs méthodes d'analyse et de trading sur les marchés financiers.

## Fonctionnalités
Le logiciel ProRealTime propose plus de 100 indicateurs d'analyse technique prédéfinis et permet de créer ses propres indicateurs grâce à un langage de programmation propriétaire intégré nommé ProBuilder. Les principaux modules avancés du logiciels sont :
- ProBacktest : ce module permet de créer des systèmes de trading et de simuler leur comportement sur un historique de données passées (Backtesting)
- ProScreener : ce module permet de réaliser des scans de marchés financiers complets en temps réel
- ProRealTrend : ce module trace automatiquement des lignes de tendances horizontales et obliques pour mettre en évidence les supports et résistances
- ProOrder : ce module permet d'exécuter en temps réel les systèmes de trading ProBacktest (Trading algorithmique) grâce à une technologie d'exécution d'ordres côté serveur

### Langage de programmation
Le logiciel ProRealTime est basé sur un langage de programmation appelé ProBuilder dérivé du langage BASIC, qui permet de réaliser ses propres indicateurs, stratégies et scans de marchés.
Il est utilisé pour les modules ProBacktest, ProScreener et ProOrder du logiciel ProRealTime.

## Fichiers ITF
Pour les articles homonymes, voir ITF.
Les fichiers ITF sont des fichiers au format conteneur propriétaire dont l'extension est .itf en référence à la société IT-Finance, éditrice du logiciel ProRealTime.
Les codes des programmes réalisés avec le logiciel ProRealTime peuvent être échangés grâce à ces fichiers à partir de la version 10.1 du logiciel.

### Contenu
Un fichier ITF peut contenir un des trois types de codes suivants :
- ProBuilder pour programmer un indicateur d'analyse technique ;
- ProBacktest pour programmer une stratégie de Backtesting ;
- ProScreener pour programmer un scan de marchés financiers.

Un fichier ITF peut contenir les éventuelles dépendances nécessaires pour un code donné : par exemple plusieurs indicateurs appelés par une stratégie.

### Protections
Suivant le choix de l'utilisateur, le code inclus dans un fichier ITF peut être soit :
- visible pour être librement consultable et modifiable après import dans le logiciel ;
- caché afin de ne permettre que son exécution ;
- caché avec import unique : le fichier ne peut être importé qu'une seule fois.

## Historique des versions du logiciel
- ProRealTime 7.11 (22 juillet 2008)
- ProRealTime 8.02 (27 octobre 2009)
- ProRealTime 8.03 (11 mai 2010)
- ProRealTime 9.1 (15 février 2011)
- ProRealTime 9.2 (14 septembre 2011)
- ProRealTime 10.1 (11 mars 2013)[8]
- ProRealTime 10.2 (16 septembre 2014)[9]
- ProRealTime 10.3 (27 octobre 2016)[10]
- ProRealTime 11.1 (2 octobre 2019)[11]